# Sociedade Esportiva e Recreativa Juventude
Sociedade Esportiva e Recreativa Juventude é um clube brasileiro de futebol da cidade de Primavera do Leste, no estado de Mato Grosso. O clube está licenciado atualmente.

## História
O Juventude foi fundado no dia 23 de maio de 1982. Na ocasião, pelo menos 15 pessoas reuniram-se no hotel e churrascaria "Trevão", em Primavera do Leste. A fundação do clube teve, como objetivo principal, a participação do mesmo no campeonato amador de Poxoréo. Até então, disputava apenas campeonatos e torneios em fazendas e inúmeras foram as vezes em que seus jogadores viajavam em cima de caminhões, para locomoverem-se ate o local de disputa.
O nome Juventude fora escolhido através de sugestões diversas pessoas e principalmente, porque eram na maioria jovens. As cores escolhidas também foram por sorteio e sugestões, recebendo a maioria dos votos o vermelho e o branco. O brasão do Juventude foi criado por Eloi Bauer Melo.
Pelo fato de Primavera do Leste ter sido elevada à município apenas em 1986, e pela população reduzida, os 11 jogadores do Juventude foram por muito tempo constituídos de índios da aldeia xavante.
Um dos maiores feitos do Juventude foi a vitória por 4x1 em cima do Fluminense no Estádio Verdão, pela segunda fase da Copa do Brasil de 2001. Bastava ao Juventude perder por uma diferença de pelo menos dois gols para seguir adiante no torneio. No entanto, no jogo da volta no Maracanã, o Fluminense ganhou por 3x0 e eliminou as pretensões do Juventude em virtude do gol marcado no Estádio Asa Delta. Na primeira fase o Juventude já havia eliminado o Malutron.

## Títulos
| Estaduais | Estaduais                              | Estaduais | Estaduais   |
|           | Competição                             | Títulos   | Temporadas  |
| --------- | -------------------------------------- | --------- | ----------- |
|           | Campeonato Mato-Grossense              | 2         | 2000 e 2001 |
|           | Campeonato Mato-Grossense - 2ª Divisão | 1         | 1990        |

## Estatísticas

### Participações
|  | Participações em 2020 |

| Competição  | Competição                | Temporadas | Melhor campanha       | Anos                                   | P | R |
| Mato Grosso | Campeonato Mato-Grossense | 10         | Campeão (2000 e 2001) | 1991-1992, 1994, 1999-2003, 2005, 2007 |   | 1 |
| Mato Grosso | 2ª Divisão                | 1          | Campeão (1990)        | 1990                                   | 1 |   |
| Brasil      | Série C                   | 1          | 22º colocado (1999)   | 1999                                   | – | – |
| Brasil      | Copa do Brasil            | 3          | 2ª fase (2001)        | 1992, 2001-2002                        |   |   |